# Егоров, Александр Андреевич
Алекса́ндр Андре́евич Его́ров (бел. Аляксандр Андрэевіч Ягораў; род. 16 июня 1985, Минск, Минская область, Белорусская ССР, СССР) — белорусский государственный и политический деятель, финансист. Заместитель главы Администрации президента Республики Беларусь (2024—2025), заместитель председателя правления Национального банка Республики Беларусь с 27 марта 2025 года.